# (29319) 1994 PS14
A (29319) 1994 PS14 a Naprendszer kisbolygóövében található aszteroida. Eric Walter Elst fedezte fel 1994. augusztus 10-én.